# Cesmína modrá
Cesmína modrá (Ilex × meserveae) je stálezelený keř s tmavě zelenými ostnitými listy. Je to kříženec vypěstovaný ve Spojených státech a je používán i v ČR jako okrasná dřevina.

## Charakteristika
Cesmína modrá je stálezelený keř dorůstající výšky 1 až 2 metry. Letorosty jsou hranaté a červenavé. Listy jsou střídavé, podlouhlé až eliptické, 2,5 až 6,5 cm dlouhé, na líci tmavě modrozelené, slabě svraskalé a lesklé, s mírně vmáčklou žilnatinou. Čepel listů je měkce ostnitá, na každé straně se 4 až 8 zuby. Květy jsou čtyřčetné. Plody jsou kulovité, červené nebo žluté, až 10 mm velké peckovice.
Tato cesmína byla vyšlechtěna v 50. letech v USA křížením cesmíny ostrolisté (Ilex aquifolium) a cesmíny vrásčité (Ilex rugosa) a pojmenována po své šlechtitelce, paní F. L. Meserve.

## Využití
Cesmína modrá je po cesmíně ostrolisté nejčastěji pěstovaným druhem cesmíny. Kultivarů není mnoho. Některé kultivary mají tmavě modrozelené listy, např. 'Blue Prince'.